# Jordens rotation
for jordens kredsløb om Solen - se Jordens kredsløb
Jordens egenrotation eller Jordens rotation er planeten Jordens rotation om sin egen akse. Jorden roterer øst. Set fra Polaris drejer Jorden mod uret. Nordpolen er det punkt på den nordlige halvkugle hvor Jordens rotationsakse møder dens overflade. Dette er ikke det samme punkt som Jordens magnetiske nordpol. Sydpolen er det andet punkt hvor Jordens rotationsakse rammer dens overflade, i Antarktika.
Jordens rotationsperiode i forhold til Solen – dens gennemsnitlige soldag – er 86.400 sekunder i gennemsnitlig soltid. Hvert af disse sekunder er lidt længere end et SI-sekund, fordi en soldag på Jorden på grund af tidevandsacceleration nu er lidt længere, end den var i det 19. århundrede.
Jordens rotationsperiode i forhold til fiksstjernerne, som IERS (International Earth Rotation and Reference Systems Service) kalder dens stjernedag, er 86.164,098903691 sekunder i gennemsnitlig soltid (UT1), eller 23t 56m 4,098903691s.  Jordens rotationsperiode i forhold til præcessionen eller det gennemsnitlige forårsjævndøgn, som lidt misvisende kaldes dens sideriske dag, er 86.164,09053083288 sekunder i gennemsnitlig soltid (UT1) (23t 56m 4,09053083288s). Den sideriske dag er således omkring 8,4 ms kortere end stjernedagen. Længden af den gennemsnitlige soldag anført i SI-sekunder kan fås fra IERS for perioderne 1623–2005 og 1962–2005.
Med undtagelse af meteorer i atmosfæren og satellitter i lavt kredsløb sker den tilsyneladende bevægelse af himmellegemerne på himlen i retning mod vest med en fart på 15°/t = 15'/min. Det svarer til Solens eller Månens tilsyneladende diameter hvert andet minut, idet de to tilsyneladende diametre er af samme størrelse.